# Statue de Jules César
La statue de Jules César est une statue sur la Romeins Plein (place Romaine) de Velzeke-Ruddershove, qui fait partie de la commune belge de Zottegem.

## Contexte
Velzeke était un vicus romain (qui, cependant, n'a été fondé qu'après Jules César) situé sur la route Boulogne-Asse-Tongres (nl) et la voie romaine Velzeke-Bavay. Le Centre archéologique provincial de Velzeke est consacré au passé antique de la région.

## Description
La statue représente Jules César, comme symbole de l'histoire romaine de Velzeke.
La statue de 2,3 mètres de haut a été conçue par le sculpteur Philippe Timmermans ; le socle en pierre de Balegem (nl) porte l'inscription « C IVLIVS CAESAR C-XLIV ». Devant la statue se trouve une dalle funéraire en pierre de Balegem où, en 1998, les « restes » incinérés des célébrations de Jules César ont été symboliquement enterrés. 

## Historique
En 1873, 1898, 1923 et (à plus petite échelle) en 1973, des Julius Caesarfeesten ont été organisées à Velzeke. En 1873, une armure a été exposée, vraisemblablement comme une raillerie de Velzeek à l'intention de la statue de Lamoral d'Egmont récemment érigée à Zottegem. En 1898, une statue de César en argile avec une bouteille a fait le tour du village. Pour les festivités de 1923, une statue d'Hermès a été empruntée à la Villa Socrate (nl) de la Laurens De Metsstraat à Zottegem.
En 1998, à l'initiative de l'ASBL Het Vergeten Legio, les Julius Caesarfeesten ont de nouveau eu lieu 125 ans après la première édition. À cette occasion, la nouvelle statue est dévoilée le 11 septembre 1998.
Vandalisée en 2020, la statue est restaurée en juillet 2021.

## Galerie

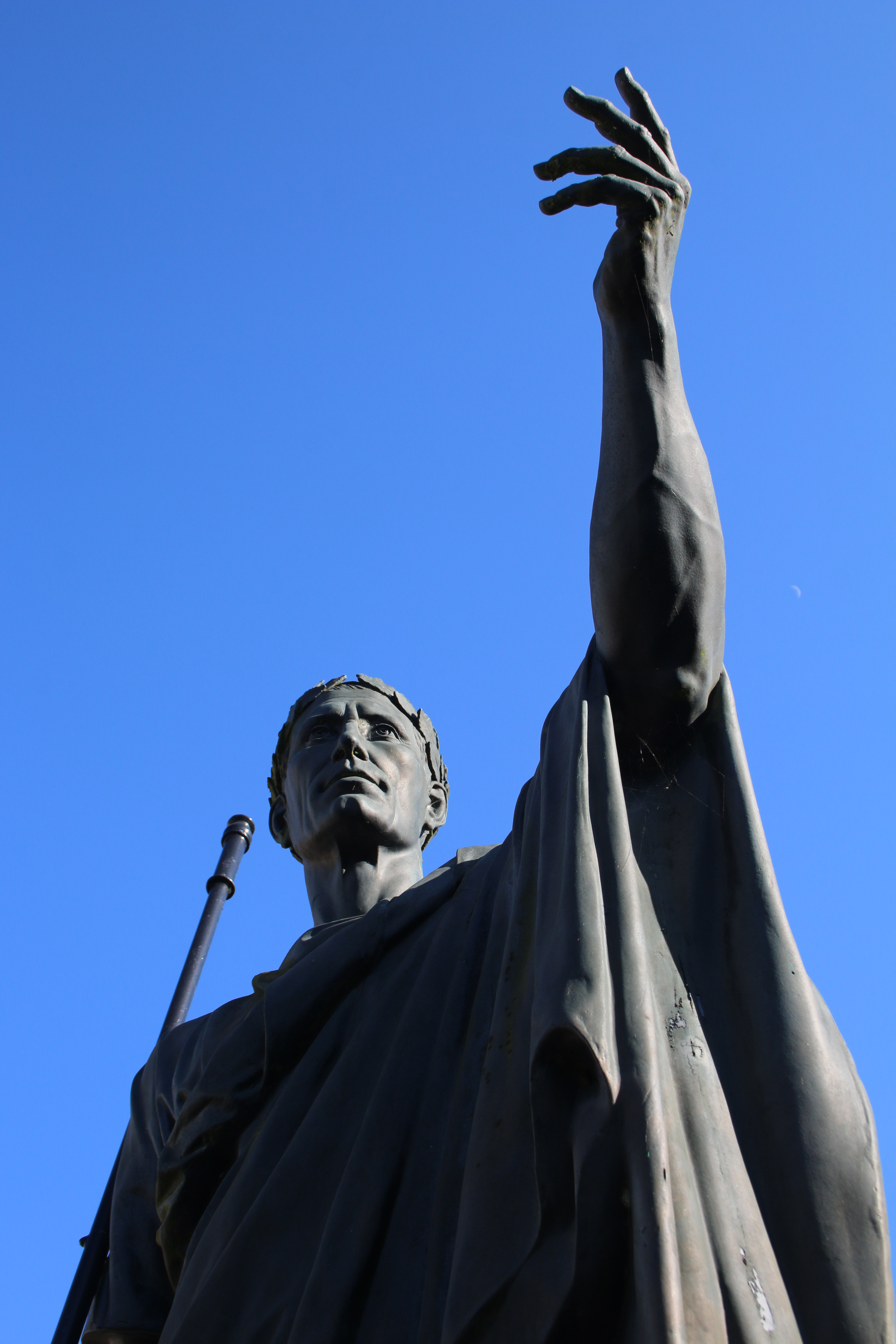
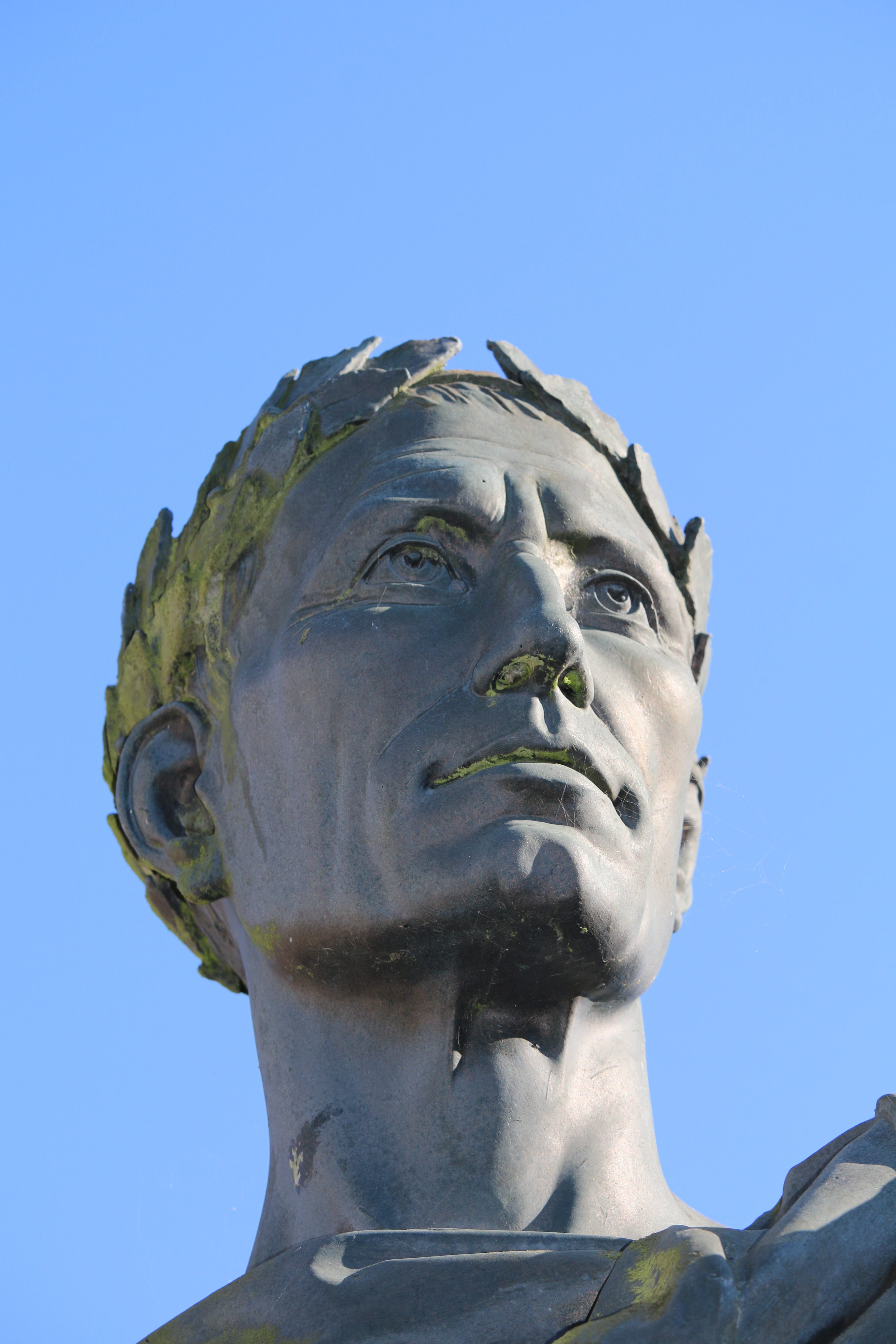

## Sources
- Lamarcq, D., De Julius Caesarfeesten te Velzeke, XI Handelingen van het Zottegems Genootschap voor Geschiedenis en Oudheidkunde, 1999.
- Laneau H., 'Caesar kwam, zag, en won de harten van duizenden', Het Nieuwsblad, editie Dender, 14 september 1998, pag. 10.
- Lamarcq, D., Julius Caesarweg, in: Zottegemse straatnamen, Zottegem: 2022.